# جافين دي بير
جافين ريلاندز دي بير (بالإنجليزية: Gavin Rylands de Beer)‏ (1 نوفمبر 1899-21 يونيو 1972) عالم أجنة تطورية بريطاني.